# Beclean
Beclean là một thị xã thuộc hạt Bistrița-Năsăud, România. Dân số thời điểm năm 2002 là 10930 người.